# Vágartunnel
De Vágartunnel (Faeröers: Vágatunnilin) is een verkeerstunnel op de Faeröer, een eilandengroep in de noordelijke Atlantische Oceaan die een autonoom gebied vormt binnen het Deense Koninkrijk. De tunnel verbindt de eilanden Vágar en Streymoy en loopt onder de Vestmannasund door.

## Beschrijving
Met een lengte van 4,9 km is de Vágatunnilin na de Eysturoytunnel en de Norðoyatunnel de op twee na langste tunnel van de Faeröer. Het diepste punt ervan ligt op 105 meter onder de zeespiegel. De tunnel is tien meter breed, waarbij de wegbreedte zeven meter bedraagt. De Vágartunnel werd gebouwd in opdracht van een daartoe in 1999 opgerichte naamloze vennootschap, Vágatunnilin pf. De werkzaamheden begonnen op 28 september 2000 op Vágar. Bijna een jaar later, op 27 september 2001, startte ook de bouw op Streymoy. In totaal werd bij de aanleg 327.000 m³ basalt verwijderd, waarvoor 850 ton dynamiet nodig was. Daarnaast werd in het project 1000 ton beton verwerkt. De Vágartunnel werd voltooid op 10 december 2002 en had toen 240 miljoen Faeröerse kronen (ca. 32 miljoen euro) gekost, waarvan 160 miljoen kronen werd betaald door het Løgting, het Faeröerse parlement.
De Vágartunnel verving de veerdienst tussen Vágar en het aan de westzijde van Streymoy gelegen Vestmanna en maakte een rechtstreekse wegverbinding mogelijk tussen de Luchthaven Vágar en de Faeröerse hoofdstad Tórshavn. De tunnel, die evenals de Norðoyatunnel wordt beheerd door Tunnil, is onderdeel van een tolweg. De tol dient echter per voertuig te worden betaald en niet, zoals bij het veergeld gebruikelijk was, per persoon. Sinds de aanleg van de tunnel bedraagt de reistijd per bus tussen het vliegveld en Tórshavn iets minder dan een uur.

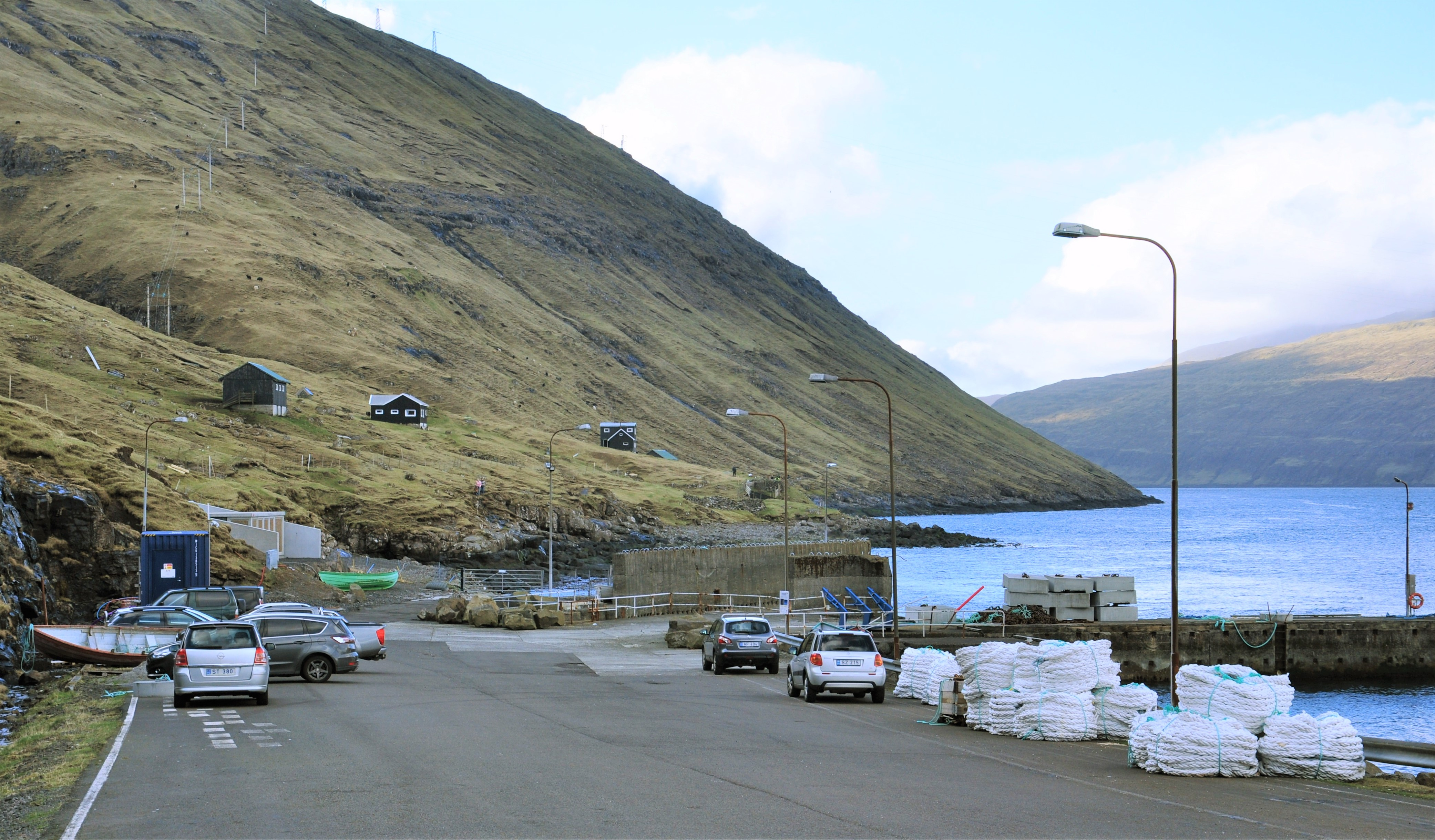
Voor de ingebruikname van de tunnel was er een veerboot tussen Vestmanna op Streymoy en Oyrargjógv op Vágar. Deze ferryterminals worden sinds 2002 niet meer gebruikt. Op de foto de terminal in Oyrargjógv in 2022.